# Большое Кислово
Большое Ки́слово — деревня в Торопецком районе Тверской области. Входит в состав Понизовского сельского поселения.

## История
На топографической карте Фёдора Шуберта, изданной в 1871 году, обозначена деревня Кислова. Имела 2 двора.
В списке населённых мест Псковской губернии за 1885 год значится деревня Кислово (№ 12176). Понизовская волость Торопецкого уезда. 8 дворов 64 жителя.
На карте РККА 1923—1941 годов обозначена деревня Большое Кислово. Имела 11 дворов.

## География
Деревня расположена в 19 км (по автодороге — 25 км) к востоку от районного центра Торопец. Ближайший населённый пункт — деревня Малое Кислово. К востоку от деревни находится Кисловское озеро.
Климат
Деревня, как и весь район, относится к умеренному поясу северного полушария и находится в области переходного климата от океанического к материковому. Лето с температурным режимом +15…+20 °С (днём +20…+25 °С), зима умеренно-морозная −10…−15 °С; при вторжении арктического воздуха до −30…-40 °С.
Среднегодовая скорость ветра 3,5—4,2 метра в секунду.

## Население
| 2010 |
| ---- |
| 1    |

Национальный состав
Согласно результатам переписи 2002 года, в национальной структуре населения русские составляли 100 % от жителей.